# Sulewkient
Sulewkient (ros. Сулевкент) – wieś w Rosji, w Dagestanie, w rejonie chasawiurckim. W 2010 liczyła 2665 mieszkańców, głównie Dargijczyków.